# رنتسو آلورا

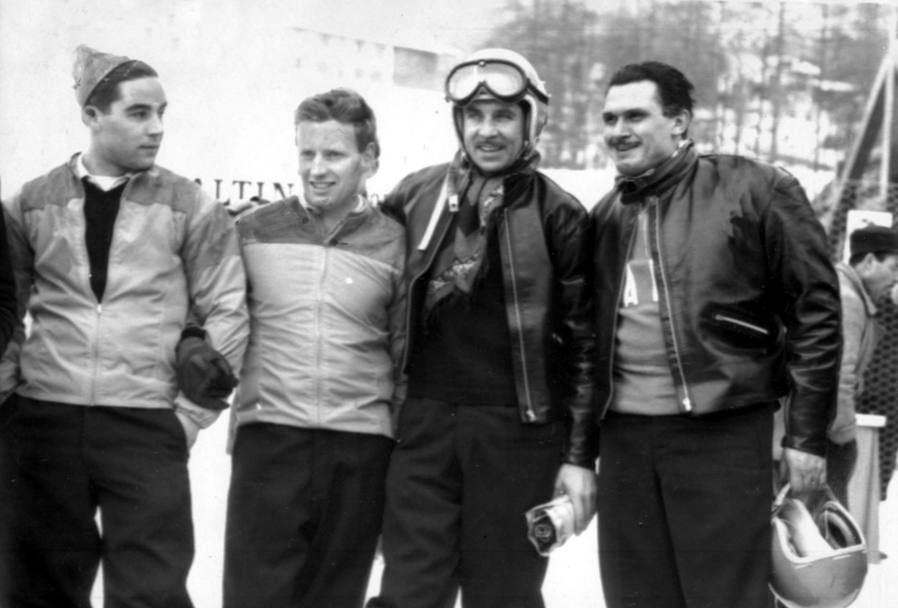
رنزو الورا

رنتسو الورا (ایتالیایی: Renzo Alverà؛ ‏تلفظ در ایتالیایی: [ˈrɛntso]؛ ‏ ۱۷ ژانویهٔ ۱۹۳۳ – ۱۵ مارس ۲۰۰۵)از برندگان مدال‌های بازی‌های المپیک اهل ایتالیا بود.